# Фискални евиронментализам
Фискални евиронментализам је хибридни израз две традиционалне и често сукобљене филозофије, екологије и фискалног конзервативизма, створен да нагласи растуће разумевање средњег стања између њих двоје, а циљеви сваке од њих истовремено се испуњавају. Резултат је пословна пракса заснована на принципима интелигентног дизајна животне средине и финансијске дисциплине, повезане са сваким.

## Концепт
Традиционалне праксе управљања заштитом животне средине (укључујући очување, уклањање отпада и повећану енергетску ефикасност ) допуњују доњу економску политику (укључујући повећану профитабилност, смањени отпад и организациону ефикасност). Како ће будући економски раст захтевати и већи степен еколошке свести и снажније коришћење расположивих новчаних средстава, обележја ефикасно организоване и профитабилне компаније, организације, владе или домаћинства ће имати користи од целокупног приступа заштите животне средине.
Фискални евиронментализам је користан израз за појединце који су упознати са било којом филозофијом, а повезан је са врло општим концептима као што су „одржива пословна пракса“ и „друштвено одговорна пословна пракса“ и другим концептима специфичнијим за традиционална поља, као што је нпр. Еколошка економија и системи управљања животном средином. У поређењу са овим другим терминима, фискални евиронментализам наглашава фискалну дисциплину. Користи се у дискусијама  пословних лидера који желе одговорити на јавну потражњу за повећаном еколошком свешћу, а истовремено се усредсређују на доњи успех.

## Корпоративни примери
Новији примери фискалног окружења укључују пораст пракси зелене градње међу владиним и традиционалним предузећима као покушај уштеде трошкова у потрошњи енергије и побољшању квалитета ваздуха у затвореном. Чак је и трговац на мало Вал-Март, којег еколошке групе често оштро критикују због својих пракси у заштити животне средине, почео да прихвата фискални еколошки приступ, макар само ради уштеде новца. Недавно је ангажовао новог вишег службеника за заштиту животне средине. Вал-Март се такође недавно монументално заложио за промоцију компактних флуоресцентних сијалица које штеде енергију.
Према глобалној ранг листи Њузвик, која мери колико ефикасно водећих 100 компанија управља ризицима и могућностима за животну средину у односу на своје индустријске колеге, Краљевска банка Канаде је еколошки најприхватљивија компанија на свету. Остале компаније у топ 5 укључују Lafarge Construction, Grupo Ferrovial SA, Westpac Banking Corp, и Yell Group PLC Advertising.